# 速達郵便
速達郵便（そくたつゆうびん）は、郵便の特殊取扱の一種である。

## 制度
一般に、追加料金を支払うことで、速達でない郵便よりも速く配達するサービスを速達郵便という。日本での略称は速達。
国際郵便においては、英語でExpressまたはPriority Mail、あるいはフランス語でExprèsまたはPRIORITAIREのいずれかで速達表示されている。ただし、ごく一部の国はSpecial Deliveryと速達表示している。
1998年以降は国際的にも、万国郵便連合（Universal Postal Union：UPU）の枠組みの中で制定された国際スピード郵便（Express Mail Service：EMS）によって類似のサービスを受けることができるようになった。現在、万国郵便連合191加盟国中138か国で取り扱っている。

## 日本における速達郵便

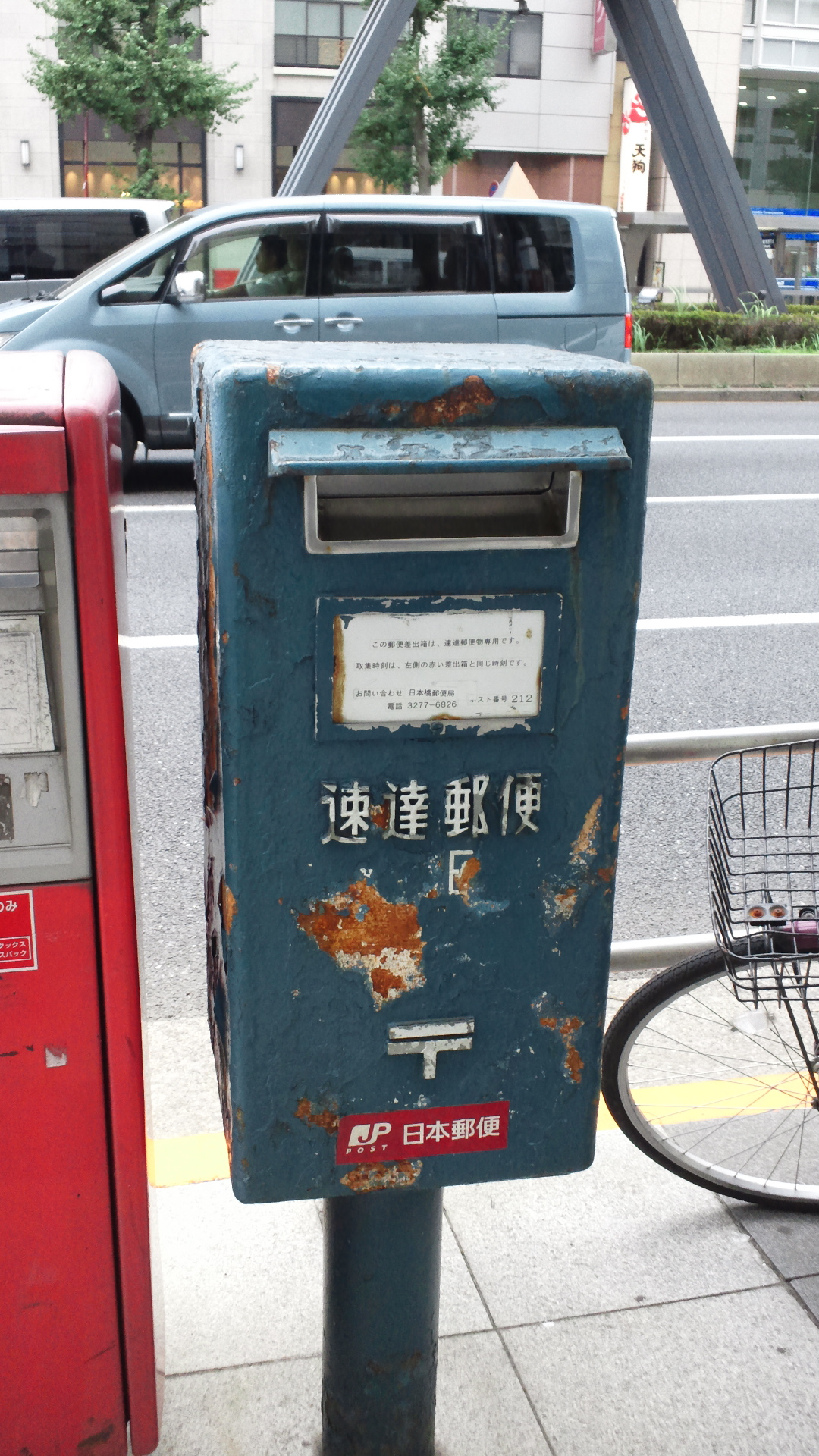
東京駅八重洲口付近に現存する速達郵便専用ポスト。通常の郵便ポストに併設されている。

日本の郵便制度では、特殊取扱（オプションサービス）の1つとして定義されており、郵便物やゆうメールに対して、切手または窓口にて追加料金を支払うことで速達のサービスを受けられる。
郵便制度においては「同一種類で速達としない郵便物に優先して送達する郵便」と定義されている。なお、特殊取扱には義務的なものと任意的なものがあり、日本では速達郵便は「任意の特殊取扱」とされている。

### 歴史
日本の速達郵便制度は、当時の朝鮮・京城市内で試行が行われた後、1911年2月11日に正式に開始された。当初は「東京市内相互間」および「東京市内と横浜市内相互間」の限定で、翌年4月より「大阪市内相互間」および「京都・大阪・神戸市内相互間」でも取扱いが始まり、以降、次第に取扱い地域が拡大していった。
1937年8月16日に速達郵便が全国施行され、同時に航空郵便が速達郵便に統合された。
第二次世界大戦前の速達には、自宅から旅先あての速達回送、配達夫を待たせておいての速達返信というバリエーションがあった。この2種と取り扱いが増えていた速達小包については、労力が確保できず維持が難しいとして、速達小包とともに1940年8月末で廃止されている。

### 普通郵便との比較
普通郵便は基本的に1日1回しか配達しないのに対し、速達郵便は原則として1日に3 - 4回配達するほか、普通郵便が配達休止となる土曜・日曜・祝日にも配達する（ただし会社や学校宛ては土日祝や年末年始は玄関が閉まっていて配達できないため翌平日回しにする場合が多い）。
普通郵便は朝までに配達局に到着した郵便物のみを当日配達するため、配達局に朝以降に到着した郵便物の配達は翌日となるが、速達郵便の場合は翌日回しにならず、15時までの到着であればその日のうちに配達される。
近距離宛てであれば、普通郵便と速達が結果的に送達速度が全く同じになることもありうるが、それは結果的に同じになったというだけである。普通郵便は誤区分により1日〜2日遅れになることがある代わりに安いサービスであるが、速達は誤区分しないように点検されているため、遅れる恐れは殆どない。近距離宛てにおいては、速達は「速いサービスというよりも、遅れないサービス」と言える。
1990年代以降は、宅配便に対抗するため、速達に付加価値を付けたサービスが登場した（新特急郵便、エクスパック、レターパック）。
郵便法改正に伴い2021年10月1日以降は普通郵便の送達速度が低下して差出から配達までの日数が1日程度追加でかかるようになったことに加え、普通郵便の土曜日の配達も廃止されたため、従来通りの送達速度のまま変わらず土曜・日曜・祝日にも配達される速達郵便は相対的に優位性が高まることになった。

### 料金
速達を利用する場合は基本料金に加えて、特殊取扱料金として速達料金が上乗せされる。速達料金は2024年10月1日現在、250gまでの郵便物では300円である（ゆうメールや250g超えの郵便物の速達料金は、日本郵便のウェブページを参照）。例えば、封書の定形郵便物（50g以下）を速達で送る場合、基本料金の110円に、速達として送るための特殊取扱料金300円を加えた410円が必要になる）。
前述の普通郵便のサービス水準を改定する郵便法改正に伴い、速達料金の改定が行われたため、直近の改定は2024年（令和6年）10月1日である。

### 差出方法

#### 速達郵便の表示方法
速達郵便を差し出す場合は、次の方法で速達表示する。
- 郵便物の表面右上部に朱色の横線（横に長い郵便物は、右側部に朱色の縦線）を明瞭に記す（「速達」の表示は必ずしも必要ではない）。

差出方法としては、郵便窓口、ゆうゆう窓口（時間外窓口）または郵便ポストへの差出（事前に速達料金分も含めた切手を貼る）となる。なお、設置数は少ないが東京や大阪など大都市のごく一部地域で設置されている青色の速達専用ポストに投函することも可能である。

所定の様式
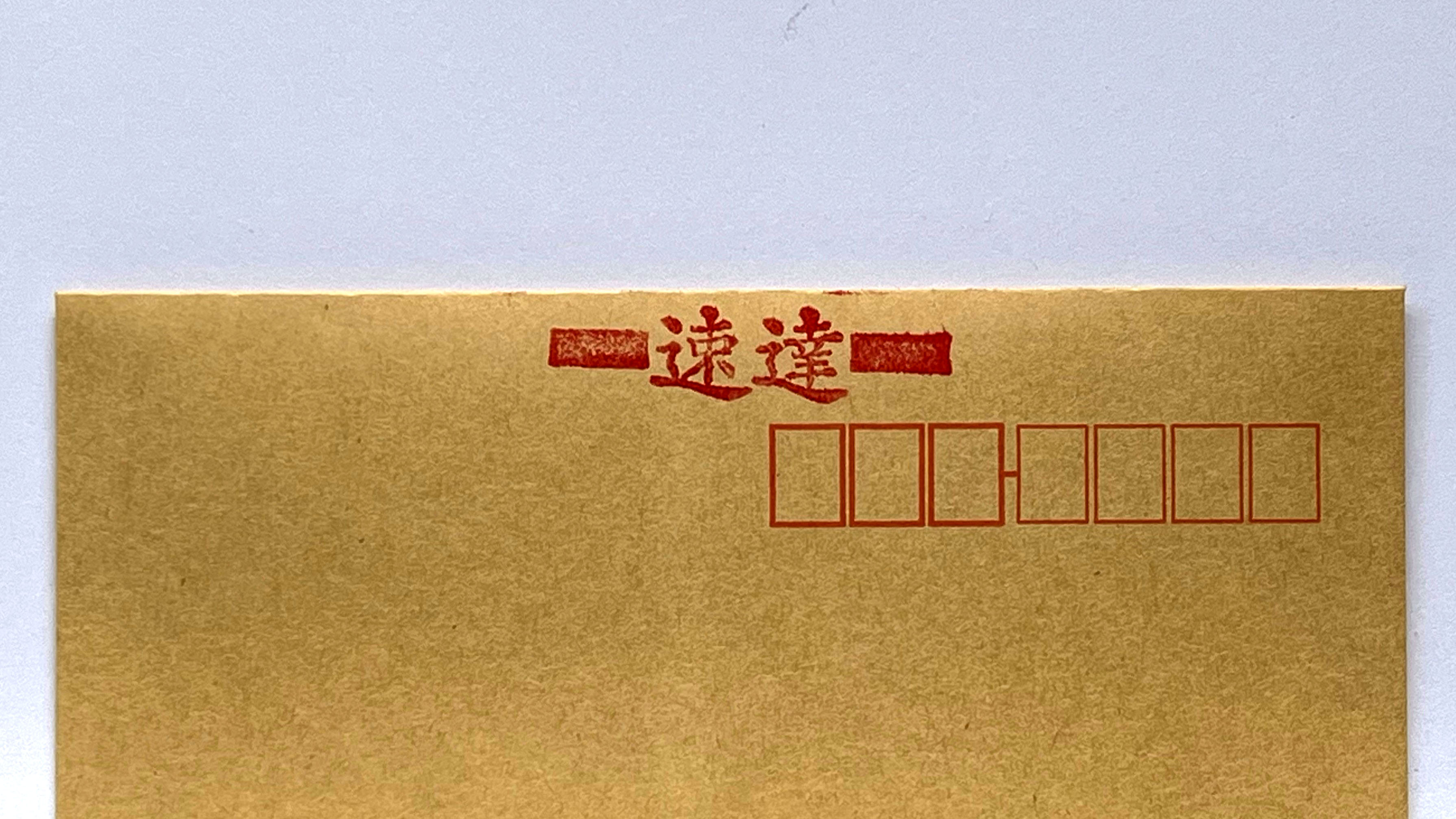
速達スタンプ

#### 貼付する郵便切手
速達郵便においても他の郵便と同様、料金前納を証明する証紙として配達および速達を含めた料金額相当の切手を貼付する。日本においては速達専用の切手は発行されていないが、250gまでの速達料金に相当する300円切手が販売されている。但し、必ずしも300円切手を使う必要は無く、例えば140円切手2枚と85円切手と5円切手を組み合わせて貼ることで50gまでの定形封書の速達郵便を送ることが出来る。
速達専用の切手としては第二次世界大戦後のアメリカ合衆国による沖縄統治時代における琉球郵政庁が1950年2月15日に発行した5B円切手がある（速達切手も参照）。

### 当日発送締切
郵便窓口に差し出す場合の当日発送締切時刻は、郵便局によって異なる（通例、小さい局は16時。大きい局は17時または18時まで）。なお、当該郵便局からの最終便が出発した後に窓口へ差し出した場合は、翌日の初発便までその郵便局内で保管される。
郵便ポストに差し出す場合の当日発送締切時刻は、その郵便ポストに表示されている最終の集荷時刻である。同時刻を過ぎた後に郵便ポストに差し出した場合は、翌日第一便の集荷となる。

### 配達方法
速達の配達は、基本的に手渡しによるものとされるが、繁忙で速達配達が遅れる場合や受取人不在時には郵便受けなどに投函となる。書留としない限り受け取りの際には受領印は不要。

### 速達関連サービス
レターパックプラス（旧名称：レターパック500）
速達並みの送達日数である。例えば夕方までに本州から差し出せば東京都あてに翌日に配達される。ただし受領印が必要なので留守だと実際の配達日はもっと遅くなる。
ゆうパケット
郵便局間の輸送は全てトラックや船を用いて行われる（例外はゆうパケットのページに記載がある）。遠距離でない限り1〜2日で配達される。配達においては最先便配達の義務はない。普通郵便と同じく1日1回の配達である。荷物扱いのため、信書の送付はできない。大口が得になるサービスのため、サービス開始当初から個人には殆ど利用されていない。メルカリやヤフオクなどでは匿名配送サービスがある。
新特急郵便
新特急郵便は札幌市・東京23区・名古屋市・大阪市・福岡市において、市内から同一市内宛て（23区については、23区から23区宛て）のものを、当日の17時ごろまでに配達するサービスである。バイク便や宅配便の当日配達サービスを意識したサービスである。事前契約の必要があるため、基本的に一見顧客は利用できないが、23区内では一見顧客でも利用できる局が多い。
配達時間帯指定郵便（略称：時間帯郵便）
配達時間について、午前、午後、夜間のいずれかを指定することができる。近県宛てにおいては、速達1号便は午前配達の義務はないが、午前指定とした時間帯郵便は午前配達の義務がある点で、速達よりも厳格な速達性のあるサービスとなっている。翌朝10時郵便の後継サービスで2014年に開始された。
なお、以前は、ゆうパックにも速達を付けることができた。2010年7月1日に「JPエクスプレスのペリカン便」事業を統合したことで、速達ゆうパックは廃止された。
速達系サービスである「超特急郵便」「翌朝10時郵便」「エクスパック」「ポスパケット」は今は廃止されている。

### 備考

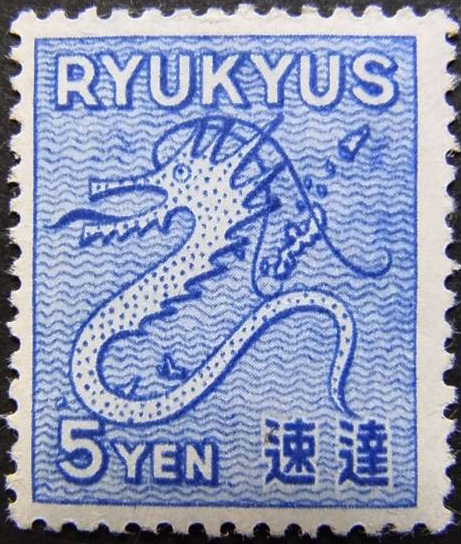
沖縄の速達切手（1950年）

配達不能の場合
日本郵便株式会社が定める内国郵便約款によると、速達扱いとして差し出した郵便物が配達不能で差出人に返還される間の配送も速達扱いとなる。また、転送についても速達扱いとなる。
交通困難地域へ差し出す場合の扱い
山小屋のような交通困難地域へは、速達で差し出すことはできない。当該地域あてに速達郵便を差し出した場合も速達扱いはなされず、速達料金については差出人に返還される。
書留との関係
速達と書留を同一郵便物に付けた場合、配達先郵便局に到着後直ちに宛先に配達するが、受取人がいなかった等書留に関わる捺印・署名ができない場合は郵便受けに不在通知を入れ、当該郵便物は郵便局へ持ち帰ることになる。この場合、受取人が郵便局へ取りに行くか、郵便局へ連絡し配達されるまで郵便局で留め置かれることになり、速達の効果が薄れることになる。

## アメリカでの速達郵便

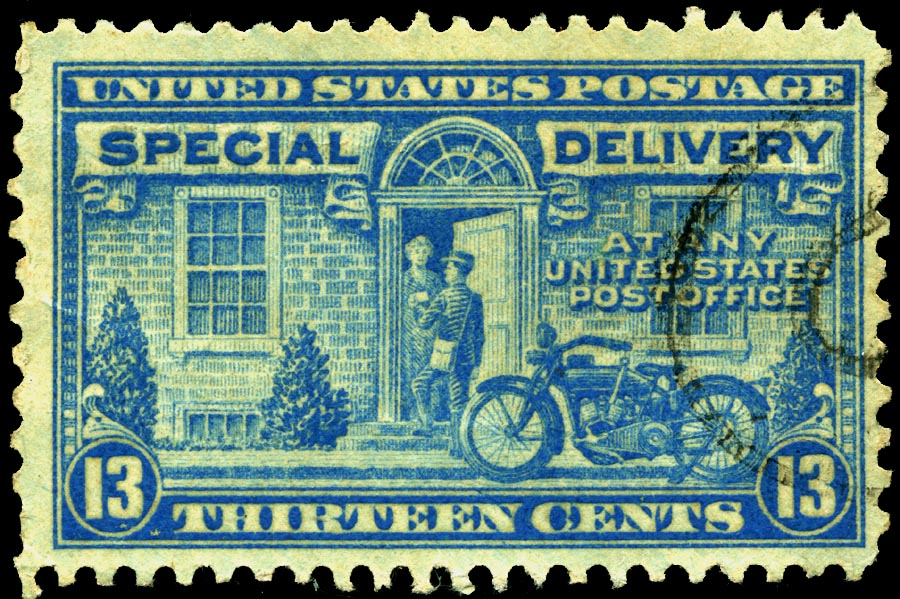
1944年にアメリカが発行した速達切手

アメリカ合衆国での速達郵便（アメリカ合衆国郵便公社（USPS）が運営）は、Express MailとPriority Mailがある。また、日本宛てに利用可能な国際郵便として、Express Mail International（日本でいうEMS。日本では速達書留扱いで配達）とPriority Mail International（日本では速達郵便扱いで配達）の2種類がある。前者のほうがより高速で、料金も高額である。
狭義の速達は1885年10月1日に始まった（法令が公布されたのは同年3月3日）。料金は1通10セントで、専用の切手が発行された。1968年になると、Priority Mailのサービスが始まる。航空小包を発展させたもので、取集めから配達に至るまで、一貫したサービスを提供している。Express Mailは1970年から試行され、1977年には正式に施行されるようになる。Priority Mailは小包の延長上にあり、地帯別の従量料金制になっているのに対し、Express Mailは翌日の配達を保証、料金は重量のみによっていた。国際便については、速達便の特性（配達先でその効果を発揮する - 到着次第配達を行う）ゆえ、導入は遅れ、1923年1月1日、カナダあてのみに利用できるようになった。1926年より取扱国が拡大、全UPU加盟国に有効となったのは、戦後のことであった。International Express Mail Serviceは1978年から試行、1981年に本格導入された。 Priority Mail Internationalは、当初はWORLDPOST Priority Letter Serviceの名称で1995年より試行、1996年に現在の名称となり、取扱国を拡大した。

## 郵便制度以外の速達便

### 国際的な類似のサービス
UPSやDHL、FedExなども類似のサービスを行っている。

### 日本国内の宅配便の速達サービス
速達郵便よりも配達が速い場合もあるが、郵便法および各社の約款により信書を内容物とすることはできない。
- ヤマト運輸

宅急便タイムサービス・超速宅急便（2018年終了）・宅急便TODAYサービス（2017年終了）
- 日本通運

スーパーペリカン便